# Åsa Simma

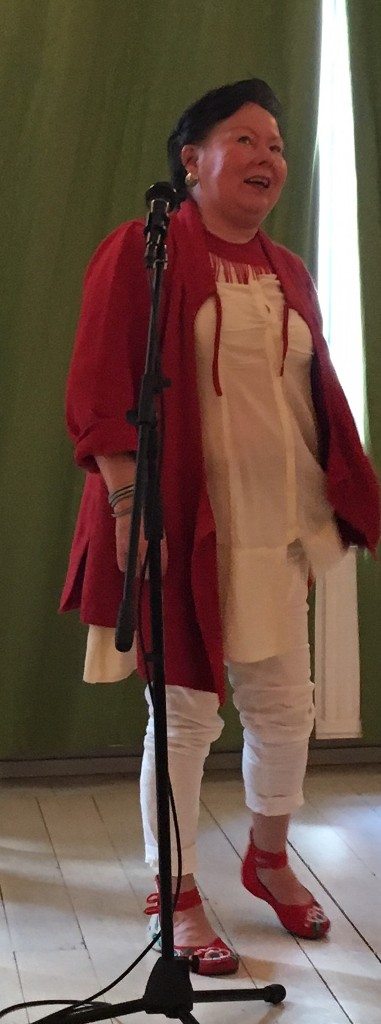
Åsa Simma på Early Music Festival i Stockholm den 10 juni 2018

Åsa Maria Gabriella Simma, under en period Simma Charles, född 8 oktober 1963 i Karesuando, är en svensk-samisk regissör, skådespelare, jojkare och manusförfattare.
Åsa Simma växte upp i Lainiovuoma sameby i Idivuoma och lärde sig jojka av sin mor. Hon började som nioåring uppträda med Nils-Aslak Valkeapää i Finland och Norge. Hon utbildade sig på Tukaq teaterskolan i Danmark 1982–1986. Hon var 1986–1990 konstnärlig ledare för Teatergruppen Dálvadis i Kiruna.
2015 var Simma med och bidrog till antologin Sånger från jorden : 32 röster för en ny relation till planeten.
Under Early Music Festival 2018 framträdde Åsa Simma och berättade om jojken som ett språk för överlevnad, en ledsagare, och ett sätt att minnas.
Hon är engagerad i International Sámi Film Centre i Kautokeino i Norge. Sedan hösten 2015 är hon teaterchef för Giron sámi teáhter.

## Utmärkelser
- H. M. Konungens medalj i guld av 8:e storleken i Serafimerordens band (Kon:sGM8mserafb, 2022) för betydande insatser inom samisk scenkonst[4]